# Großer Preis von Australien 2007
Der Große Preis von Australien 2007 (offiziell 2007 Formula 1 ING Australian Grand Prix) fand am 18. März auf dem Albert Park Circuit in Melbourne statt und war das erste Rennen der Formel-1-Weltmeisterschaft 2007.

## Berichte

### Hintergrund
Fernando Alonso wechselte als amtierender Weltmeister nach fünf Jahren bei Renault zu McLaren-Mercedes. Lewis Hamilton wurde zweiter Stammfahrer im Team von Ron Dennis. Juan Pablo Montoya, der bis zum Großen Preis der USA 2006 für McLaren-Mercedes fuhr, wechselte in den NASCAR Nextel Cup, womit er seine Formel-1-Karriere beendete. Kimi Räikkönen ersetzte bei Ferrari den zurückgetretenen Michael Schumacher. Alonsos Startplatz bei Renault übernahm Heikki Kovalainen.
Bei Williams wurde der zu Red Bull gewechselte Mark Webber durch den bisherigen Test- und Ersatzfahrer Alexander Wurz als Stammfahrer ersetzt. Webber startete bei Red Bull an Stelle von Christian Klien. Außerdem startete Anthony Davidson bei Super Aguri anstelle von Sakon Yamamoto und Adrian Sutil wurde bei Spyker statt Tiago Monteiro verpflichtet.
Mit David Coulthard, Giancarlo Fisichella und Alonso (jeweils einmal) traten drei ehemalige Sieger zu diesem Grand Prix an.

### Training
Die letzten sieben Teams der Konstrukteursmeisterschaft 2006 waren berechtigt am Freitag im freien Training ein drittes Auto einzusetzen. Diese Fahrer fuhren am Freitag, traten aber weder im Qualifying noch im Rennen an. Sebastian Vettel (BMW Sauber) und Kazuki Nakajima (Williams) nahmen in dieser Funktion an den Freitagstrainings teil.
In der Vormittagssitzung des Freitagstrainings, die bei nassem Wetter stattfand, drehte McLaren-Pilot Alonso die schnellste Runde und war damit über eine Sekunde schneller als die nächstschnellere Zeit von Ferrari-Pilot Felipe Massa. Für die Nachmittagssitzung trocknete die Strecke ab, und die beiden Ferrari von Massa und Räikkönen belegten die Plätze eins und zwei. Der schnellste Nicht-Ferrari-Fahrer, Hamilton, lag nur knapp eine Zehntelsekunde hinter Räikkönen.
Das Vormittagstraining am Samstag brachte sonnigen Himmel mit sich, aber auch leichten Nieselregen zu Beginn der Session. Dies zwang die Teams, die früh auf die Strecke gingen, ihre Regenreifen zu benutzen, aber das wenige Wasser auf der Strecke trocknete schnell genug ab, um keinen der Fahrer auf Trockenreifen zu beeinträchtigen. Räikkönen war der konstante Tempomacher und setzte sich mit einer 1:26,064 Minuten an die Spitze der Zeitenliste. Fisichella schob seinen Renault mit einer Zeit von 1:26,454 Minuten auf den zweiten Platz. Rookie Hamilton wurde Dritter vor seinem Teamkollegen, dem zweifachen Weltmeister Alonso, der auf Platz sieben landete.

### Qualifikation
Das Qualifying bestand aus drei Teilen mit einer Nettolaufzeit von 45 Minuten. Im ersten Qualifying-Segment (Q1) hatten die Fahrer 18 Minuten Zeit, um sich für das Rennen zu qualifizieren. Alle Fahrer, die im ersten Abschnitt eine Zeit erzielten, die maximal 107 Prozent der schnellsten Rundenzeit betrug, qualifizierten sich für den Grand Prix. Die besten 16 Fahrer erreichten den nächsten Teil. Räikkönen fuhr mit 1:26,644 Minuten die beste Rundenzeit. Rubens Barrichello, beide Toro Rosso, Coulthard und beide Spyker schieden aus.
Im zweiten Qualifikationsabschnitt (Q2) war Alonso mit 1:25,326 Minuten Schnellster. Davidson, beide Williams, Kovalainen, Jenson Button und Massa schieden aus.
Im dritten Teil der Qualifikation (Q3) sicherte sich Räikkönen mit einer Runde von 1:26,072 Minuten seine zwölfte Pole-Position vor Alonso und Heidfeld.

### Rennen
Das erste Rennen der „Nach-Schumacher-Ära“ besuchten 105.000 Zuschauer.
Die einzigen Änderungen vor dem Rennen waren, dass Massa nach einem Motorwechsel als Letzter startete und Christijan Albers sich entschied, aus der Boxengasse zu starten.

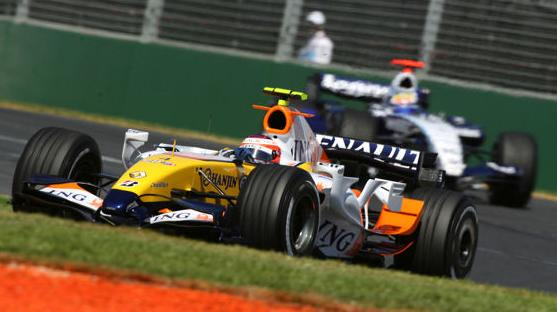
Heikki Kovalainen bei seinem Formel-1-Debüt

Beim Start kam Räikkönen gut von der Linie weg und behielt die Führung. Alonso wurde von Heidfeld auf der linken Seite überholt. Auch Hamilton hing kurzzeitig hinter den drei Führenden fest, bevor er in der ersten Kurve die Außenlinie wählte und den dritten Platz übernahm; Alonso fiel auf den vierten Platz zurück. Davidson blieb in der Startaufstellung stehen und traf nach dem Start Sutil, konnte aber weiterfahren. In der dritten Runde begann Räikkönen, sich von Heidfeld abzusetzen, und in der fünften Runde hatte der Finne einen Vorsprung von zweieinhalb Sekunden auf den Deutschen. Unterdessen verteidigte Debütant Hamilton immer noch den dritten Platz vor seinem Teamkollegen Alonso.
Albers im Spyker war der erste Fahrer, der in der neuen Saison ausfiel. Er verpasste in der zehnten Runde den Bremspunkt in der Sports Center-Kurve und schlug in die Reifenbarriere ein.
Der Erste, der einen Boxenstopp einlegte, war der Zweitplatzierte Heidfeld in Runde fünfzehn. Vier Runden später kam Räikkönen an die Box und kam als Vierter hinter Hamilton, der nun bei seinem Grand-Prix-Debüt in Führung lag zurück auf die Strecke. Alonso war der erste der beiden McLaren, der an die Box kam, was darauf hindeutete, dass Hamilton mehr Treibstoff hatte als sein spanischer Teamkollege.
Der McLaren des Briten kam eine Runde später an die Box und reihte sich hinter Räikkönen ein, der nun seine Führung zurückerobert hatte, aber vor Heidfeld, der nun auf den fünften Platz zurückgefallen war, und Alonso, obwohl er vom einsamen Spyker von Sutil aufgehalten wurde, der dafür eine Durchfahrtsstrafe erhielt. Button erhielt ebenfalls eine Durchfahrtsstrafe wegen Geschwindigkeitsüberschreitung in der Boxengasse.
Scott Speed im Toro Rosso war der zweite Ausfall des Rennens, nachdem zwei seiner Reifen Luft verloren hatten und er in der Clark-Schikane in Runde 31 ausschied.
Sechs Runden später überholte Rosberg in derselben Schikane Ralf Schumacher für den siebten Platz und setzte sich bald vom Toyota ab. In derselben Runde schied Kubica als Dritter aus dem Rennen aus, nachdem er Probleme mit seinem Getriebe hatte. An der Spitze baute Räikkönen unterdessen seinen Vorsprung auf Hamilton aus, sein Vorsprung betrug nun über 18 Sekunden.
Kovalainen hatte im Vergleich zu Hamilton ein enttäuschendes erstes Rennen: Er drehte sich in der Jones-Schikane in der 40. Runde, was dazu führte, dass er einen Platz an Massa verlor und verbremste sich zu Beginn des Rennens mehrmals. Renault-Teamchef Flavio Briatore bezeichnete das Debüt des Finnen als „Müll“. Teamkollege Fisichella hatte ein ereignisloses Rennen, da er in keine Zwischenfälle verwickelt war.
Zurück an der Spitze machte Räikkönen seinen letzten geplanten Boxenstopp des Rennens und kam als Dritter zurück, hinter den beiden McLaren von Hamilton, der nun zum zweiten Mal das Rennen anführte, und Alonso. Im Gegensatz zu den ersten Stopps war es Hamilton, der als erster der beiden McLaren an die Box ging, wodurch Alonso zum ersten Mal das Rennen anführte. Alonso kam eine Runde später an die Box und kam dieses Mal vor seinem Rookie-Teamkollegen zurück, während Räikkönen seine Führung zurückeroberte.
In der 49. Runde endete der Versuch von Coulthard Wurz zu überholen, damit, dass Coulthards Auto über den Williams schoss und den Kopf des Österreichers nur knapp verfehlte. Beide Fahrer kamen unverletzt davon, mussten jedoch ihr Rennen vorzeitig beenden.
Trotz eines kleinen Wasserlecks gegen Ende war es Räikkönen, der das Rennen gewann. Der Finne siegte mit 7,2 Sekunden Vorsprung auf Alonso und mit mehr als 18 Sekunden auf Hamilton, der damit als erster Fahrer seit Jacques Villeneuve beim Großen Preis von Australien 1996 bei seinem Debüt auf dem Podium stand. Es war auch das erste Mal seit Nigel Mansell 1989, dass ein Fahrer bei seinem ersten Rennen für Ferrari gewann. Zudem war es auch das erste Rennen in der Geschichte der Formel-1-Weltmeisterschaft, abgesehen vom ersten Formel-1-Rennen des Jahres 1950, bei dem alle drei Podiumsfahrer ihr Team-Debüt gaben.
In der Fahrerwertung entsprach das Rennergebnis dem WM-Stand. In der Konstrukteurswertung führte McLaren-Mercedes vor Ferrari und BWM Sauber.

## Meldeliste
| Team                        | Nr. | Fahrer               | Chassis           | Motor                | Reifen |
| --------------------------- | --- | -------------------- | ----------------- | -------------------- | ------ |
| Vodafone McLaren Mercedes   | 01  | Fernando Alonso      | McLaren MP4-22    | Mercedes-Benz 2.4 V8 | B      |
| Vodafone McLaren Mercedes   | 02  | Lewis Hamilton       | McLaren MP4-22    | Mercedes-Benz 2.4 V8 | B      |
| ING Renault F1 Team         | 03  | Giancarlo Fisichella | Renault R27       | Renault 2.4 V8       | B      |
| ING Renault F1 Team         | 04  | Heikki Kovalainen    | Renault R27       | Renault 2.4 V8       | B      |
| Scuderia Ferrari Marlboro   | 05  | Felipe Massa         | Ferrari F2007     | Ferrari 2.4 V8       | B      |
| Scuderia Ferrari Marlboro   | 06  | Kimi Räikkönen       | Ferrari F2007     | Ferrari 2.4 V8       | B      |
| Honda Racing F1 Team        | 07  | Jenson Button        | Honda RA107       | Honda 2.4 V8         | B      |
| Honda Racing F1 Team        | 08  | Rubens Barrichello   | Honda RA107       | Honda 2.4 V8         | B      |
| BMW Sauber F1 Team          | 09  | Nick Heidfeld        | BMW Sauber F1.07  | BMW 2.4 V8           | B      |
| BMW Sauber F1 Team          | 10  | Robert Kubica        | BMW Sauber F1.07  | BMW 2.4 V8           | B      |
| BMW Sauber F1 Team          | 35  | Sebastian Vettel     | BMW Sauber F1.07  | BMW 2.4 V8           | B      |
| Panasonic Toyota Racing     | 11  | Ralf Schumacher      | Toyota TF107      | Toyota 2.4 V8        | B      |
| Panasonic Toyota Racing     | 12  | Jarno Trulli         | Toyota TF107      | Toyota 2.4 V8        | B      |
| Red Bull Racing             | 14  | David Coulthard      | Red Bull RB3      | Renault 2.4 V8       | B      |
| Red Bull Racing             | 15  | Mark Webber          | Red Bull RB3      | Renault 2.4 V8       | B      |
| AT&T Williams               | 16  | Nico Rosberg         | Williams FW29     | Toyota 2.4 V8        | B      |
| AT&T Williams               | 17  | Alexander Wurz       | Williams FW29     | Toyota 2.4 V8        | B      |
| AT&T Williams               | 36  | Kazuki Nakajima      | Williams FW29     | Toyota 2.4 V8        | B      |
| Scuderia Toro Rosso         | 18  | Vitantonio Liuzzi    | Toro Rosso STR-02 | Ferrari 2.4 V8       | B      |
| Scuderia Toro Rosso         | 19  | Scott Speed          | Toro Rosso STR-02 | Ferrari 2.4 V8       | B      |
| Etihad Aldar Spyker F1 Team | 20  | Adrian Sutil         | Spyker F8-VII     | Ferrari 2.4 V8       | B      |
| Etihad Aldar Spyker F1 Team | 21  | Christijan Albers    | Spyker F8-VII     | Ferrari 2.4 V8       | B      |
| Super Aguri F1 Team         | 22  | Takuma Satō          | Super Aguri SA07  | Honda 2.4 V8         | B      |
| Super Aguri F1 Team         | 23  | Anthony Davidson     | Super Aguri SA07  | Honda 2.4 V8         | B      |

Anmerkungen
1. 1 2  Vettel fuhr im ersten Training. Das restliche Wochenende übernahm Heidfeld.
2. 1 2  Nakajima fuhr im ersten Training. Das restliche Wochenende übernahm Wurz.

## Klassifikation

### Qualifying
| Pos. | Fahrer               | Konstrukteur       | Q1       | Q2         | Q3       | Start |
| ---- | -------------------- | ------------------ | -------- | ---------- | -------- | ----- |
| 01   | Kimi Räikkönen       | Ferrari            | 1:26,644 | 1:25,644   | 1:26,072 | 01    |
| 02   | Fernando Alonso      | McLaren-Mercedes   | 1:26,697 | 1:25,326   | 1:26,493 | 02    |
| 03   | Nick Heidfeld        | BMW Sauber         | 1:26,895 | 1:25,358   | 1:26,556 | 03    |
| 04   | Lewis Hamilton       | McLaren-Mercedes   | 1:26,674 | 1:25,577   | 1:26,755 | 04    |
| 05   | Robert Kubica        | BMW Sauber         | 1:26,696 | 1:25,882   | 1:27,347 | 05    |
| 06   | Giancarlo Fisichella | Renault            | 1:27,270 | 1:25,944   | 1:27,634 | 06    |
| 07   | Mark Webber          | Red Bull-Renault   | 1:26,978 | 1:26,623   | 1:27,934 | 07    |
| 08   | Jarno Trulli         | Toyota             | 1:27.014 | 1:26.688   | 1:28.404 | 08    |
| 09   | Ralf Schumacher      | Toyota             | 1:27,328 | 1:26,739   | 1:28,692 | 09    |
| 10   | Takuma Satō          | Super Aguri-Honda  | 1:27,365 | 1:26,758   | 1:28,871 | 10    |
| 11   | Anthony Davidson     | Super Aguri-Honda  | 1:26,986 | 1:26,909   | –        | 11    |
| 12   | Nico Rosberg         | Williams-Toyota    | 1:27,596 | 1:26,914   | –        | 12    |
| 13   | Heikki Kovalainen    | Renault            | 1:27,529 | 1:26,964   | –        | 13    |
| 14   | Jenson Button        | Honda              | 1:27,540 | 1:27,264   | –        | 14    |
| 15   | Alexander Wurz       | Williams-Toyota    | 1:27,479 | 1:27,393   | –        | 15    |
| 16   | Felipe Massa         | Ferrari            | 1:26,712 | keine Zeit | –        | 22    |
| 17   | Rubens Barrichello   | Honda              | 1:27,679 | –          | –        | 16    |
| 18   | Scott Speed          | Toro Rosso-Ferrari | 1:28,305 | –          | –        | 17    |
| 19   | David Coulthard      | Red Bull-Renault   | 1:28,579 | –          | –        | 18    |
| 20   | Vitantonio Liuzzi    | Toro Rosso-Ferrari | 1:29,267 | –          | –        | 19    |
| 21   | Adrian Sutil         | Spyker-Ferrari     | 1:29,339 | –          | –        | 20    |
| 22   | Christijan Albers    | Spyker-Ferrari     | 1:31,932 | –          | –        | 21    |

Anmerkungen
1. ↑  Massa erhielt aufgrund eines Getriebewechsels eine Startplatzstrafe von zehn Plätzen.

## Rennen
| Pos. | Fahrer               | Konstrukteur       | Runden | Stopps | Zeit        | Start | Schnellste Runde |
| ---- | -------------------- | ------------------ | ------ | ------ | ----------- | ----- | ---------------- |
| 01   | Kimi Räikkönen       | Ferrari            | 58     | 2      | 1:25:28,770 | 01    | 1:25,235 (41.)   |
| 02   | Fernando Alonso      | McLaren-Mercedes   | 58     | 2      | + 7,242     | 02    | 1:26,314 (20.)   |
| 03   | Lewis Hamilton       | McLaren-Mercedes   | 58     | 2      | + 18,595    | 04    | 1:26,351 (20.)   |
| 04   | Nick Heidfeld        | BMW Sauber         | 58     | 2      | + 38,763    | 03    | 1:26,722 (37.)   |
| 05   | Giancarlo Fisichella | Renault            | 58     | 2      | + 1:06,469  | 06    | 1:26,892 (18.)   |
| 06   | Felipe Massa         | Ferrari            | 58     | 1      | + 1:06,805  | 22    | 1:27,044 (28.)   |
| 07   | Nico Rosberg         | Williams-Toyota    | 57     | 2      | + 1 Runde   | 12    | 1:26,721 (40.)   |
| 08   | Ralf Schumacher      | Toyota             | 57     | 2      | + 1 Runde   | 09    | 1:27,796 (42.)   |
| 09   | Jarno Trulli         | Toyota             | 57     | 2      | + 1 Runde   | 08    | 1:28,034 (35.)   |
| 10   | Heikki Kovalainen    | Renault            | 57     | 2      | + 1 Runde   | 13    | 1:27,592 (44.)   |
| 11   | Rubens Barrichello   | Honda              | 57     | 2      | + 1 Runde   | 16    | 1:28,098 (17.)   |
| 12   | Takuma Satō          | Super Aguri-Honda  | 57     | 2      | + 1 Runde   | 10    | 1:28,487 (20.)   |
| 13   | Mark Webber          | Red Bull-Renault   | 57     | 2      | + 1 Runde   | 07    | 1:27,501 (21.)   |
| 14   | Vitantonio Liuzzi    | Toro Rosso-Ferrari | 57     | 2      | + 1 Runde   | 19    | 1:28,282 (44.)   |
| 15   | Jenson Button        | Honda              | 57     | 3      | + 1 Runde   | 14    | 1:28,387 (42.)   |
| 16   | Anthony Davidson     | Super Aguri-Honda  | 56     | 2      | + 2 Runden  | 11    | 1:28,489 (41.)   |
| 17   | Adrian Sutil         | Spyker-Ferrari     | 56     | 4      | + 2 Runden  | 20    | 1:28,687 (40.)   |
| –    | Alexander Wurz       | Williams-Toyota    | 48     | 1      | DNF         | 15    | 1:28,303 (24.)   |
| –    | David Coulthard      | Red Bull-Renault   | 48     | 2      | DNF         | 18    | 1:27,706 (44.)   |
| –    | Robert Kubica        | BMW Sauber         | 36     | 1      | DNF         | 05    | 1:26,642 (19.)   |
| –    | Scott Speed          | Toro Rosso-Ferrari | 28     | 1      | DNF         | 17    | 1:28,953 (22.)   |
| –    | Christijan Albers    | Spyker-Ferrari     | 10     | 0      | DNF         | 21    | 1:30,899 (09.)   |

## WM-Stände nach dem Rennen
Die ersten acht des Rennens bekamen 10, 8, 6, 5, 4, 3, 2 bzw. 1 Punkt(e).

### Fahrerwertung
| Pos. | Fahrer               | Konstrukteur     | Punkte |
| ---- | -------------------- | ---------------- | ------ |
| 01   | Kimi Räikkönen       | Ferrari          | 10     |
| 02   | Fernando Alonso      | McLaren-Mercedes | 8      |
| 03   | Lewis Hamilton       | McLaren-Mercedes | 6      |
| 04   | Nick Heidfeld        | BMW Sauber       | 5      |
| 05   | Giancarlo Fisichella | Renault          | 4      |
| 06   | Felipe Massa         | Ferrari          | 3      |
| 07   | Nico Rosberg         | Williams-Toyota  | 2      |
| 08   | Ralf Schumacher      | Toyota           | 1      |
| 09   | Jarno Trulli         | Toyota           | 0      |
| 10   | Heikki Kovalainen    | Renault          | 0      |
| 11   | Rubens Barrichello   | Honda            | 0      |

| Pos. | Fahrer            | Konstrukteur       | Punkte |
| ---- | ----------------- | ------------------ | ------ |
| 12   | Takuma Satō       | Super Aguri-Honda  | 0      |
| 13   | Mark Webber       | Red Bull-Renault   | 0      |
| 14   | Vitantonio Liuzzi | Toro Rosso-Ferrari | 0      |
| 15   | Jenson Button     | Honda              | 0      |
| 16   | Anthony Davidson  | Super Aguri-Honda  | 0      |
| 17   | Adrian Sutil      | Spyker-Ferrari     | 0      |
| –    | Alexander Wurz    | Williams-Toyota    | 0      |
| –    | David Coulthard   | Red Bull-Renault   | 0      |
| –    | Robert Kubica     | BMW Sauber         | 0      |
| –    | Scott Speed       | Toro Rosso-Ferrari | 0      |
| –    | Christijan Albers | Spyker-Ferrari     | 0      |

### Konstrukteurswertung
| Pos. | Konstrukteur     | Punkte |
| ---- | ---------------- | ------ |
| 01   | McLaren-Mercedes | 14     |
| 02   | Ferrari          | 13     |
| 03   | BMW Sauber       | 5      |
| 04   | Renault          | 4      |
| 05   | Williams-Toyota  | 2      |
| 06   | Toyota           | 1      |

| Pos. | Konstrukteur       | Punkte |
| ---- | ------------------ | ------ |
| 07   | Honda              | 0      |
| 08   | Super Aguri-Honda  | 0      |
| 09   | Red Bull-Renault   | 0      |
| 10   | Toro Rosso-Ferrari | 0      |
| 11   | Spyker-Ferrari     | 0      |